# Otto Ilsemann
Ludwig Ludolph Gustav Otto Ilsemann (* 31. Oktober 1867 in Lauenau; † 23. April 1947 in Hamburg) war ein deutscher Verwaltungsbeamter.

## Leben
Otto Ilsemann studierte Rechtswissenschaften an der Ruprecht-Karls-Universität Heidelberg. 1886 wurde er Mitglied des Corps Vandalia Heidelberg. Nach dem Studium und der Promotion trat er in den preußischen Staatsdienst ein. 1895 legte er das Regierungsassessor-Examen bei der Regierung in Schleswig ab. Von 1901 bis 1928 war er Landrat des Landkreises Segeberg.
Anschließend lebte er in Hamburg.

## Auszeichnungen
- Ernennung zum Geheimen Regierungsrat[5]